# Zimnicea
Zimnicea là một thị xã thuộc hạt Teleorman, România. Dân số thời điểm năm 2002 là 15539 người.